# Канадска хетодерма
Канадските хетодерми (Chaetoderma canadense) са вид животни от семейство Chaetodermatidae.
Таксонът е описан за пръв път от Хюго Фредерик Нирстраз през 1902 година.